# Cyrille VII de Constantinople
Cyrille VII de Constantinople (en grec Κύριλλος Ζ), né en 1775 à Andrinople et mort en 1872 à Heybeliada, fut patriarche de Constantinople du 3 octobre 1855 au 13 juillet 1860.